# アトランティック・シティ (映画)
『アトランティック・シティ』（Atlantic City）は、ルイ・マル監督による1980年のフランス・カナダのクライム映画。
1980年のヴェネツィア国際映画祭で上映され、『グロリア』と同時に金獅子賞を受賞した。翌1981年にはアメリカ合衆国でも公開され、第54回アカデミー賞では主要5部門全てにノミネートされたが、無冠に終わった。

## あらすじ
禁酒法時代のニュージャージー州アトランティックシティ。サリーはカジノのバーで働きながらディーラーになる勉強をしていたが、ある日、彼女のもとに夫のデイヴと妹のクリッシーがやってきた。実は2人はサリーを置いて駆け落ちした後、フィラデルフィアで麻薬をくすねており、それを売りさばくため戻ってきたのだ。
サリーは隣室に住む元ギャングのルーの手を借りて麻薬を売りさばこうとするが、麻薬を取り返そうとする組織の手が彼女たちに迫る。

## キャスト

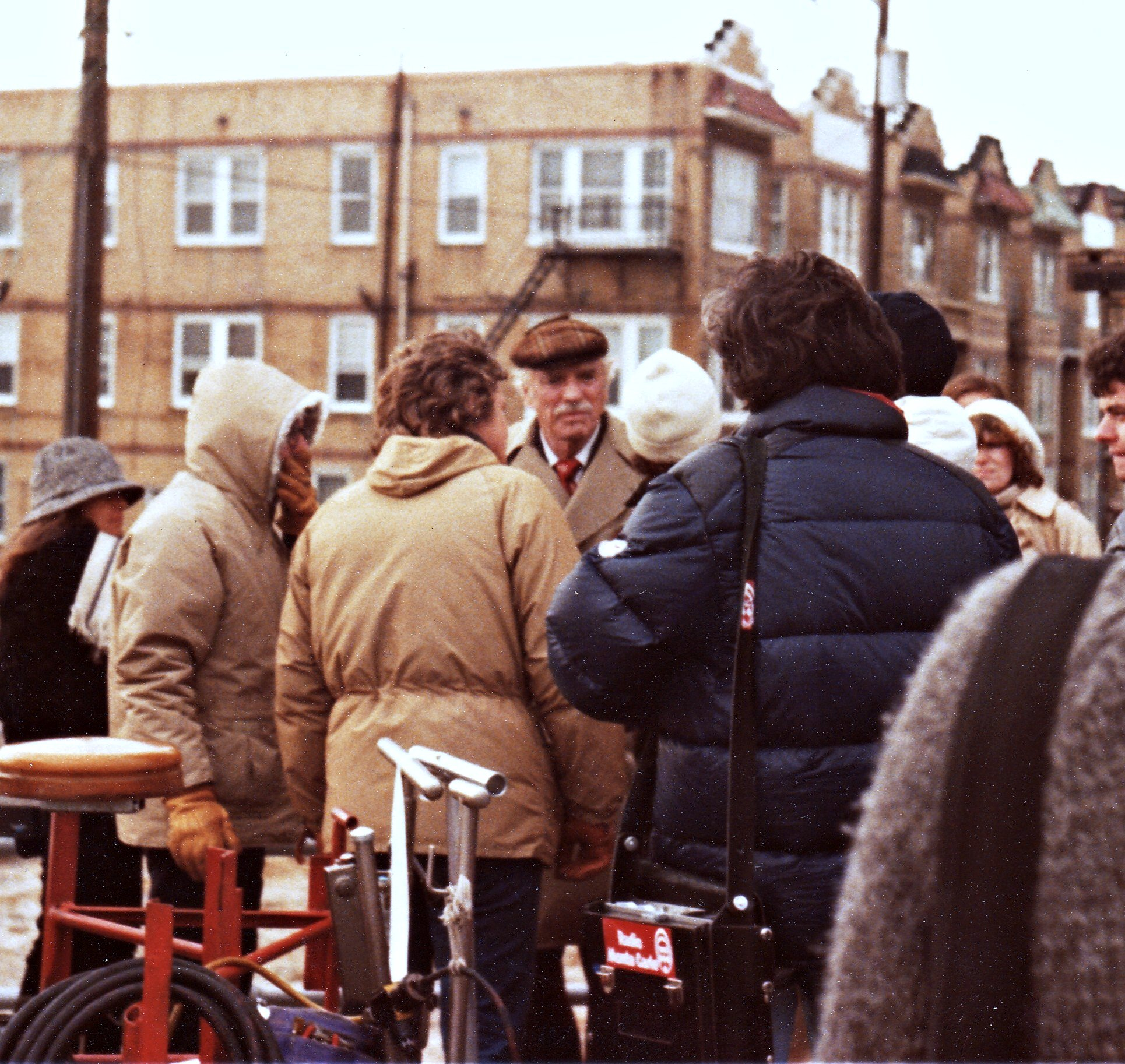
撮影風景。中央はバート・ランカスター。

- ルー：バート・ランカスター
- サリー：スーザン・サランドン
- ジョゼフ：ミシェル・ピコリ
- グレース：ケイト・リード
- デイヴ：ロバート・ジョイ
- クリッシー：ホーリス・マクラーレン
- ロバート・グーレ

## 受賞とノミネート
| 賞                           | 部門                    | 候補者                         | 結果       |
| ---------------------------- | ----------------------- | ------------------------------ | ---------- |
| ヴェネツィア国際映画祭       | 金獅子賞                | ルイ・マル                     | 受賞       |
| アカデミー賞                 | 作品賞                  | ドニ・エロー、ジャン・キムニー | ノミネート |
| アカデミー賞                 | 主演男優賞              | バート・ランカスター           | ノミネート |
| アカデミー賞                 | 主演女優賞              | スーザン・サランドン           | ノミネート |
| アカデミー賞                 | 監督賞                  | ルイ・マル                     | ノミネート |
| アカデミー賞                 | 脚本賞                  | ジョン・グェア                 | ノミネート |
| 英国アカデミー賞             | 作品賞                  | 『アトランティック・シティ』   | ノミネート |
| 英国アカデミー賞             | 主演男優賞              | バート・ランカスター           | 受賞       |
| 英国アカデミー賞             | 監督賞                  | ルイ・マル                     | 受賞       |
| 英国アカデミー賞             | 脚本賞                  | ジョン・グェア                 | ノミネート |
| ゴールデングローブ賞         | 主演男優賞 (ドラマ部門) | バート・ランカスター           | ノミネート |
| ゴールデングローブ賞         | 外国語映画賞            | 『アトランティック・シティ』   | ノミネート |
| ゴールデングローブ賞         | 監督賞                  | ルイ・マル                     | ノミネート |
| ボストン映画批評家協会賞     | 主演男優賞              | バート・ランカスター           | 受賞       |
| ニューヨーク映画批評家協会賞 | 男優賞                  | バート・ランカスター           | 受賞       |
| ニューヨーク映画批評家協会賞 | 脚本賞                  | ジョン・グェア                 | 受賞       |
| ロサンゼルス映画批評家協会賞 | 作品賞                  | 『アトランティック・シティ』   | 受賞       |
| ロサンゼルス映画批評家協会賞 | 男優賞                  | バート・ランカスター           | 受賞       |
| ロサンゼルス映画批評家協会賞 | 脚本賞                  | ジョン・グェア                 | 受賞       |
| 全米監督協会賞               | 長編映画監督賞          | ルイ・マル                     | ノミネート |
| 全米映画批評家協会賞         | 作品賞                  | 『アトランティック・シティ』   | 受賞       |
| 全米映画批評家協会賞         | 主演男優賞              | バート・ランカスター           | 受賞       |
| 全米映画批評家協会賞         | 監督賞                  | ルイ・マル                     | 受賞       |
| 全米映画批評家協会賞         | 脚本賞                  | ジョン・グェア                 | 受賞       |